# Célestine Galli-Marié

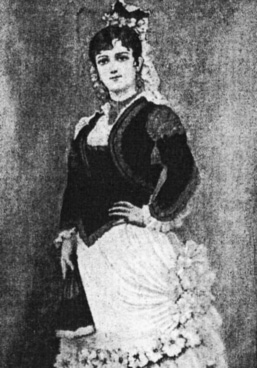
Galli-Marié va ser la primera Carmen

Célestine Galli-Marié (París, 15 de març de 1837 – Vença, 21 de setembre de 1905) va ser una mezzosoprano francesa, cèlebre per haver estrenat l'òpera Carmen.
Va nàixer Célestine Marié de L'Isle a París. Va estudiar cant amb son pare, que era un excel·lent músic. Va debutar l'any 1859 a Estrasburg, i aviat es va casar amb un escultor anomenat Galli (m.1861). Des d'aleshores va emprar el nom teatral de Galli-Marié. Émile Perrin, director de l'Opéra Comique, la va escoltar a Rouen i se la va endur a París. Va cantar a l'Opéra-Comique fins a l'any 1885, debutant amb La serva padrona de Pergolesi. Els seus papers més famosos van ser els de Mignon (1866) i Carmen (1875). Va actuar al Her Majesty's Theatre de Londres en una gira l'any 1886, i tornà a l'Opéra-Comique l'any 1890 per a cantar en una gala benèfica per a erigir un monument a Georges Bizet. La seua veu va ser descrita com posseïdora d'un bell timbre, amb una clara dicció i un bon fraseig. Va morir a Vença, prop de Niça.
Era una mezzosoprano amb registre agut, de manera que els papers que va cantar se solen interpretar avui dia per sopranos. Com a excepció hi ha el paper de Carmen, cantat indistintament per sopranos i mezzosopranos.